# Olea woodiana
Olea woodiana o l'olivera de bosc tal com se la coneix a Sud-àfrica, el seu lloc d'origen.

## Claus d'identificació
Les fulles són des de lanceolades a el·líptiques amb petits pouets a la superfície del revers. Les venes o nervis laterals sovint visibles des de dalt, corbant-se sobre si mateix als marges. Amb flors en caps terminals de 2 a 4 cm de llarg.

## Descripció
Olea woodiana és un arbre de mida petita-mitjana d'uns 4 a 10 metre d'alçada. Ocasionalment arribant fins als 25m. L'escorça és de color gris pàlid, suau. El tronc a vegades és estriat. La fusta és tosca i dura, pesada i ha estat descrita com l'acer.

### Fulles
Lanceolades a el·líptiques, d'uns 4-8 x 1-3,5 cm, de textura fina, d'un color verd brillant a la part de l'anvers i sense massa brillantor al revers. Amb pèls o sense. Amb nervadura prominent i les venes es torcen en els laterals. l'àpex és estret a cònic a la punta, de vegades serrat. Els marges són sencers. Poden ser ondulades per sota. Peciolades, amb pecíol d'uns 10 mm.

### Flors
Són blanques, d'unes mides d'uns 5mm. Quan maduren es tornen grogues verdoses.

### Fruit
És ovoide, finament carnós, d'uns 10 x 5 mm, 

## Distribució i hàbitat
Creix en boscos perennes i matollars costaners de clima mediterrani com és el cas de les costes de l'est de sud-àfrica.

## Taxonomia

### Etimologia
- Olea és un nom llatí que prové de l'antiga Grècia ἐλαία (elaía, “fruit oliva, olivera”), del terme proto-Indo-Europeu *elaiwa ‘oli’.
- L'epítet específic woodiana fa referència a la seva fusta ("wood" en anglès significa fusta, bosc). Potser per a diferenciar-la de l'espècie O. europaea, més cultivada en camps i jardins.